# Chen Dong
Chen Dong (Luoyang, dezembro de 1978) é um astronauta chinês.

## Carreira
Piloto da Força Aérea Chinesa desde os dezenove anos, em 2010 foi selecionado para o programa espacial chinês depois de entrevistado por Yang Liwei, o primeiro chinês em órbita e seu ídolo.

### Shenzhou 11
Foi ao espaço pela primeira vez em 16 de outubro de 2016 como piloto da missão Shenzhou 11, ao lado do comandante Jing Haipeng, que passou trinta dias em órbita a bordo do laboratório espacial Tiangong 2, na mais longa missão espacial chinesa até aquele momento. Retornou à Terra trinta e dois dias depois,  em 18 de novembro de 2016.

### Shenzhou 14
Foi anunciado como membro da Shenzhou 14 no dia 4 de junho de 2022. É o primeiro membro do Grupo 2 a comandar uma missão e foi lançado no dia 5 de junho de 2022. Somando suas duas missões, Chen Dong foi o primeiro chinês a passar mais de 200 dias no espaço.